# میدان (شهرستان قدم‌جای)
میدان (به لاتین: Maydan) یک منطقهٔ مسکونی در قرقیزستان است که در شهرستان قدم‌جای واقع شده‌است. میدان ۱٬۸۶۵ نفر جمعیت دارد و ۱٬۳۰۳ متر بالاتر از سطح دریا واقع شده‌است.